# Erythrodiplax famula
Erythrodiplax famula é uma libélula neotropical da família Libellulidae, originalmente descrita por Wilhelm Ferdinand Erichson em 1848. Fotografias documentam indivíduos com corpo avermelhado e manchas alaranjadas no abdômen.

## Descrição morfológica
Cabeça amarela pálida com fronte e vértice acastanhados; tórax amarelo ventralmente e marrom dorsalmente; abdômen com duas séries de manchas amarelas transversais laterais; asas claras, com pequena mancha basal nos pares posteriores e pterostigma marrom.

## Distribuição e habitat
Espécie amplamente neotropical, ocorrendo desde a Guiana e Norte da América do Sul até o Brasil, México e sul dos Estados Unidos. No Brasil, presente em Amazônia, Cerrado e Mata Atlântica; novas ocorrências registradas em riachos da Volta Grande do Xingu, Pará. Também consta no Inventaire National du Patrimoine Naturel da França, com presença global documentada.

## Biologia e ecologia
Adultos são predadores diurnos, patrulhando margens de águas calmas e pousando em vegetação emergente para capturar dípteros e outros pequenos insetos.
Não avaliada pela IUCN; devido à ampla distribuição e estabilidade de populações, presume-se categoria de menor preocupação regionalmente conforme avaliações de Odonata no Brasil.